# Bracelet d'allure
Un bracelet d'allure, aussi appelé paceband et parfois à tort "bracelet de cadence", est parfois fait d'un morceau de papier à l'épreuve de l'eau qui liste les temps de passage pour une compétition de course à pied. Lorsqu'utilisé en conjonction avec une montre, un bracelet d'allure peut assister des sportifs à maintenir une allure constante tout au long de la course. Ceci est l'allure la plus efficace d'une perspective cardiovasculaire et musculaire. Des vitesses de course erratiques, notamment un départ trop rapide, consomment l'énergie inefficacement. Un coup d’œil rapide au bracelet d'allure et à la montre à chaque marqueur de milles ou kilomètres permet au coureur de déterminer s'il court trop rapidement ou trop lentement et ainsi de s'ajuster en conséquence.
Des versions pré-imprimées de différents temps peuvent être obtenus avant des courses d'endurance, comme le marathon. Plusieurs sites web permettent la création gratuite de bracelets d'allure personnalisés pour différentes distance et différents objectifs de temps qui peuvent être imprimés par le visiteur depuis son propre ordinateur.